# Römisch-katholische Kirche in Osttimor

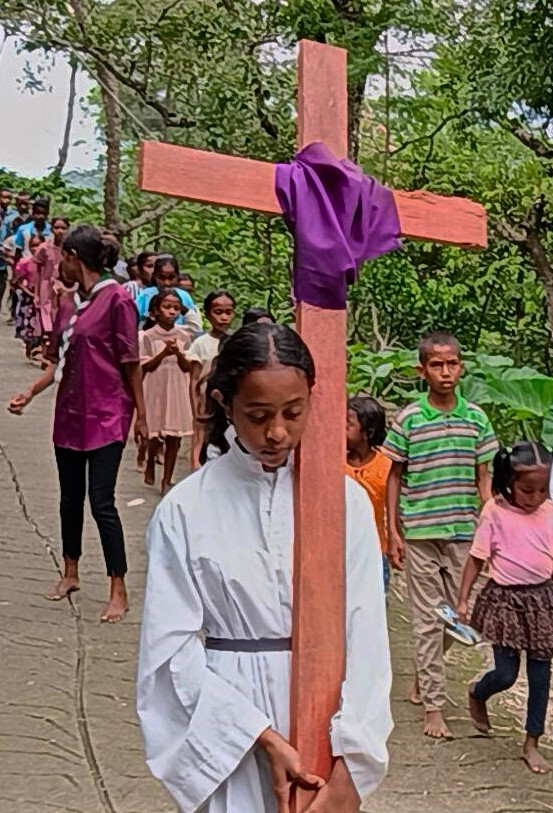
Karfreitag in Soileco

Zur römisch-katholischen Kirche bekennt sich in Osttimor die Mehrheit der Bevölkerung.

## Situation
| Christen in Osttimor (2010) |             |            |            |              |              |
| Gemeinde                    | Bevölkerung | Katholiken | Katholiken | Protestanten | Protestanten |
| Ainaro                      | 58.147      | 57.221     | 98,4 %     | 677          | 1,2 %        |
| Aileu                       | 46.664      | 39.919     | 85,5 %     | 3.168        | 6,8 %        |
| Baucau                      | 110.160     | 107.998    | 98,0 %     | 1.729        | 1,6 %        |
| Bobonaro                    | 911.199     | 90.815     | 99,6 %     | 200          | 0,2 %        |
| Cova Lima                   | 59.045      | 58.874     | 99,7 %     | 96           | 0,2 %        |
| Dili                        | 228.559     | 216.047    | 94,5 %     | 8.858        | 3,9 %        |
| Ermera                      | 116.937     | 114.927    | 98,3 %     | 823          | 0,7 %        |
| Liquiçá                     | 63.171      | 60.193     | 95,3 %     | 1.694        | 2,7 %        |
| Lautém                      | 59.776      | 87.784     | 96,7 %     | 1.611        | 2,7 %        |
| Manufahi                    | 48.614      | 46.674     | 96,0 %     | 1.782        | 3,7 %        |
| Manatuto                    | 41.709      | 40.966     | 98,2 %     | 375          | 0,9 %        |
| Oe-Cusse Ambeno             | 63.514      | 63.065     | 99,3 %     | 381          | 0,6 %        |
| Viqueque                    | 69.476      | 66.764     | 96,1 %     | 2.314        | 3,3 %        |
| Osttimor                    | 1.063.971   | 1.021.247  | 96,0 %     | 23.708       | 2,2 %        |
| Die Bistümer Osttimors      |             |            |            |              |              |

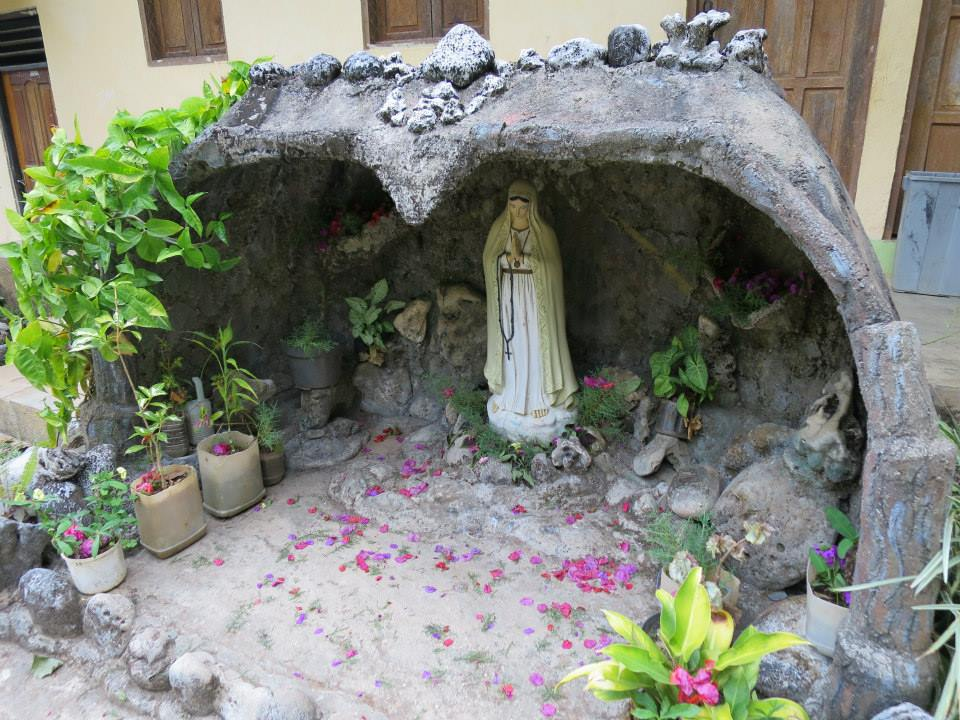
Mariengrotte (Gruta) in Remexio

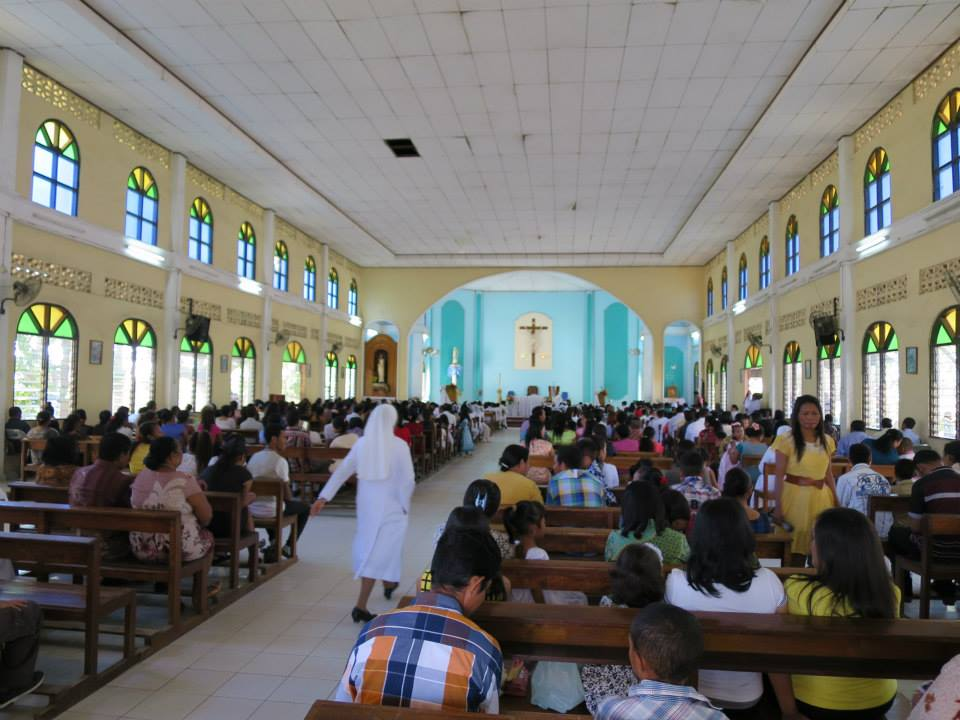
Gottesdienst in Aimutin

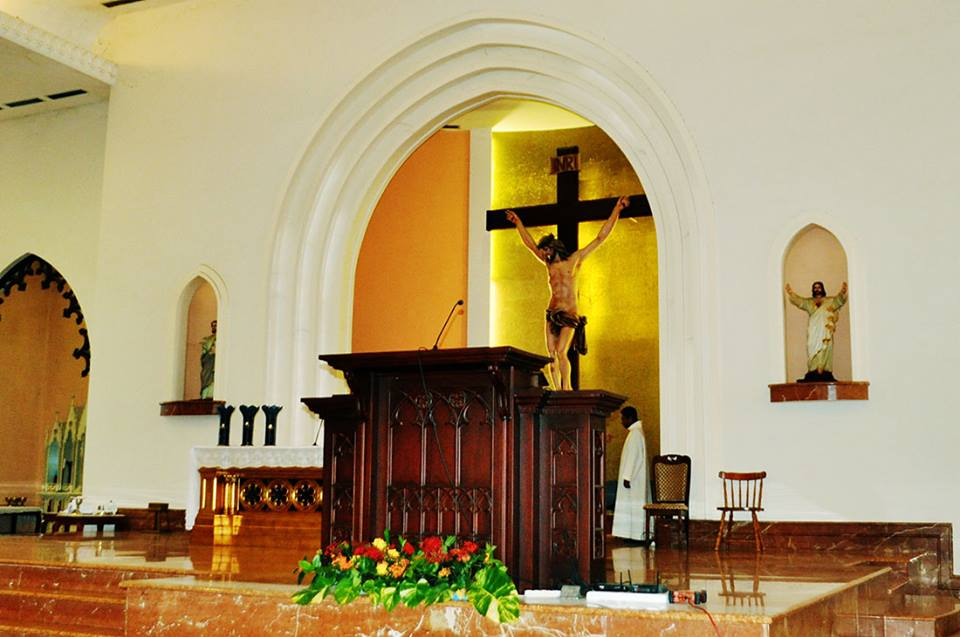
Altar der Kathedrale von Dili

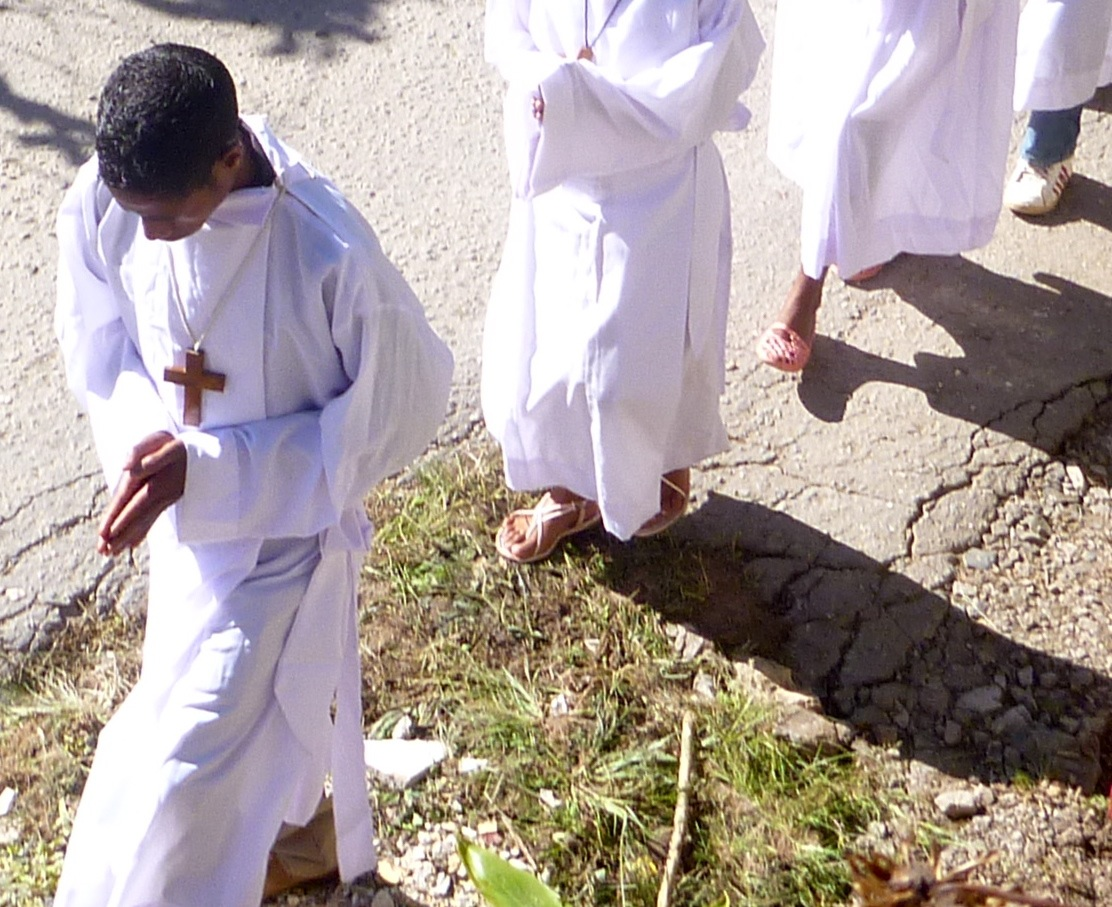
Palmsonntagsprozession in Maubisse

Osttimor ist ein säkularer Staat und es herrscht laut Verfassung Religionsfreiheit. José Ramos-Horta betonte aber in seiner Antrittsrede als Premierminister 2006 die Bedeutung der katholischen Kirche als ein das Land vereinigendes und zwischen den verschiedenen Konfliktparteien aussöhnendes Element. Am 14. August 2015 wurde anlässlich des 500. Jubiläums der Evangelisierung Timors zwischen Osttimor und dem Vatikan ein Konkordat unterzeichnet. Es definiert die Bereiche, in denen die katholische Kirche unabhängig vom Staat handeln kann, so bei der spirituellen Betreuung in Gefängnissen, Kranken- und Waisenhäusern und bei der Führung eigener Schulen auf jeder Bildungsstufe. 2021 wurde mit der Universidade Católica Timorense São João Paulo II. auch eine katholische Universität gegründet.
97,47 % der Osttimoresen sind katholisch, nur 2,04 % gehören einem protestantischen Glauben an (2022). Trotz dieser Dominanz des Christentums sind im Alltag noch viele Riten und Glaubensvorstellungen der ursprünglichen animistischen Religion Timors verbreitet. Sie werden oft in den christlichen Glauben integriert. Während des Freiheitskampfes gegen Indonesien wurde die katholische Kirche zur einigenden Klammer zwischen den Stammesverbänden gegen die überwiegend muslimischen Indonesier. Bis 2002 nahm der Anteil der Katholiken in der Bevölkerung daher auf über 90 Prozent zu. Starken Einfluss hatte die Befreiungstheologie aus Lateinamerika. Ein weiterer Grund für die Zunahme der Katholiken war, dass sich die Einwohner Osttimors bei der Registrierung durch die indonesischen Behörden zwischen einer der fünf anerkannten Religionen (Islam, katholisches und protestantisches Christentum, Hinduismus, Buddhismus) entscheiden mussten. Unter dem Druck der Wahl entschieden sich die meisten Osttimoresen für den Katholizismus. Teilweise wird angenommen, dass Gemeinsamkeiten zwischen der alten, animistischen Religion und dem katholischen Glauben wie die Verehrung von Toten und die Ikonenanbetung hier mit eine Rolle gespielt haben. Bei den Mambai existiert die Sage von Mau Terus, dem leidenden Mann, der ermordet wird, dann aber wieder aufersteht. Hier werden Parallelen zu Jesus Christus gezogen. Wehale, das alte spirituelle Zentrum Timors, wird in der timoresischen Mythologie als weiblich angesehen, was zu einer Assoziation zur Gottesmutter Maria führt.
Eine Reihe von Bewegungen, wie etwa Colimau 2000 oder die Sagrada Família, tragen quasi-religiöse Züge. Diese Gruppen verwenden dafür christliche und animistische Elemente und kombinieren sie mit verschiedenen Kampfsportarten. Sie haben jeweils einige hundert bis einige tausend Mitglieder. Andere integrieren biblische Geschichten in ihre lokalen Legenden. So werden die mythischen ersten Ahnen Adam und Eva genannt oder man erklärt, dass die Jungfrau Maria in Laclubar geboren wurde. Auf diese Weise soll der Ursprung der Menschheit nach Timor verlegt und belegt werden, dass der katholische Glauben schon immer Teil der timoresischen Kultur gewesen sei. Die katholische Kirche wird als Unterstützer bei Ritualen für die Ahnen angesehen, nicht mehr als Gegenspieler. Der Apostolische Nuntius in Osttimor Joseph Salvador Marino erklärte in einer Rede 2015, dass die Osttimoresen „das Licht Gottes“ bereits vor Eintreffen der Missionare gekannt hätten.
Die römisch-katholische Kirche in Osttimor ist in der Kirchenprovinz Dili mit dem Erzbistum Dili und den Suffraganbistümern Baucau und Maliana organisiert. Diese teilen sich wiederum in insgesamt 62 Pfarreien. Seit 2003 gibt es einen Apostolischen Nuntius in Osttimor. 2007 wurde der erste Botschafter Osttimors beim Heiligen Stuhl entsandt.

## Geschichte

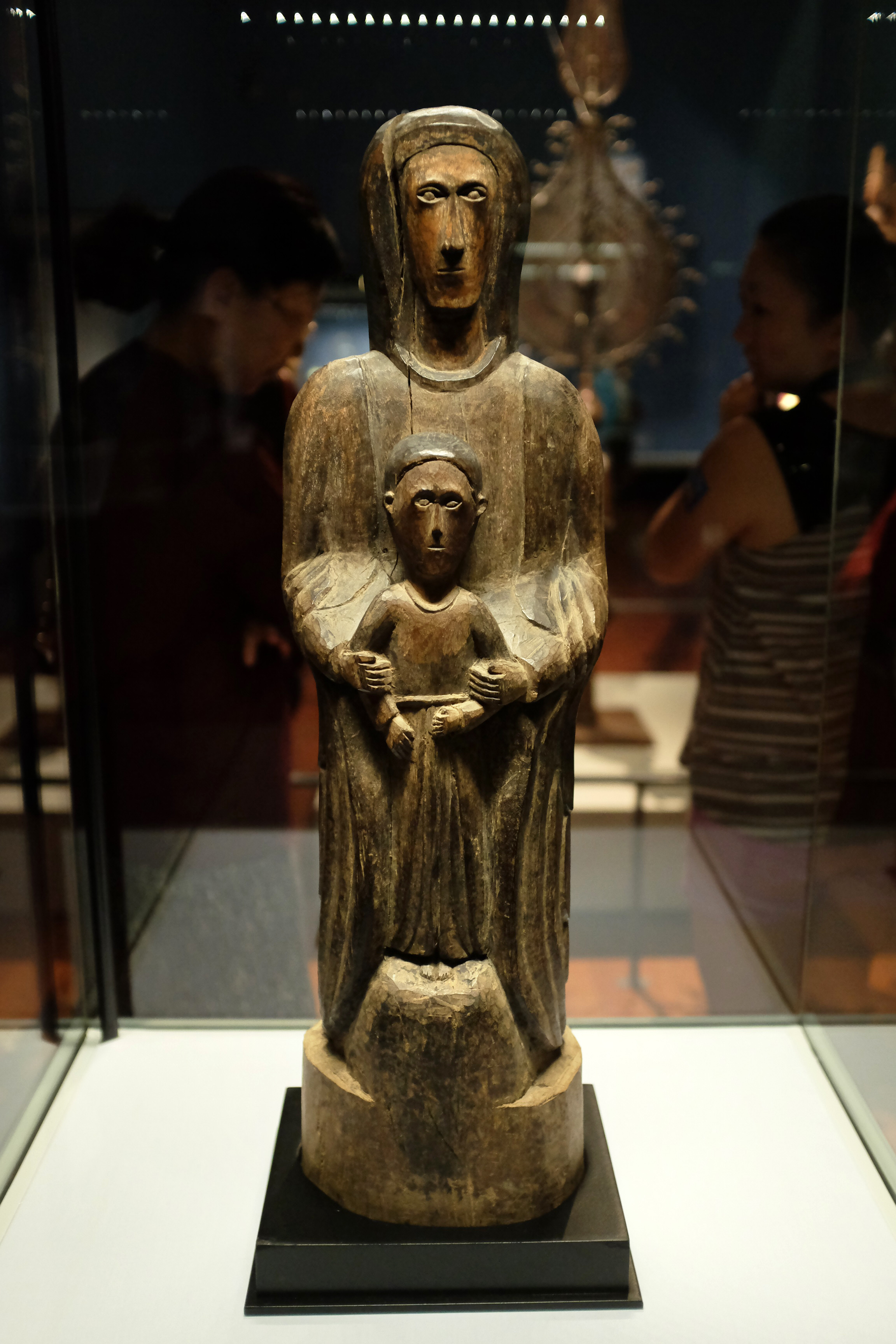
Maria mit Kind, Holzschnitzerei aus Osttimor (19. Jahrhundert)

### Kolonial- und Besatzungszeit
Die erste Landung der Portugiesen auf Timor gilt als Beginn der Evangelisierung der Insel. Am 18. August 1515 betraten portugiesische Dominikaner im heutigen Oe-Cusse Ambeno erstmals timoresischen Boden. Dort gründeten sie 1556 den Ort Lifau als erste europäische Siedlung auf Timor. Eng zusammen arbeiteten die Dominikaner mit den Topasse, einer europäisch-asiatischen Mischbevölkerung, die zu den eigentlichen Machthabern im Westen Timors avancierten. Missionierung und wirtschaftliche Interessen gingen dabei Hand in Hand. In Mena wurde 1590 die erste Kirche der Insel errichtet. 1641 traten die Königin von Mena und ihr Schwager, der Liurai von Amanuban (Amanubang), Herrscher des Gebietes um Lifau, zum Christentum über, ließen mehrere Kirchen errichten und schlossen ein Bündnis mit den Portugiesen. Nach dem Feldzug von Francisco Fernandes traten mehrere Herrscher Westtimors zum Christentum über und leisteten einen Schwur zur Loyalität gegenüber der portugiesischen Krone, so beispielsweise der Herrscher von Kupang. Timor erhielt daraufhin den Namen Ilha de Santa Cruz (Insel des Heiligen Kreuzes), den die Insel lange Zeit behielt. Um 1640 hatten eine Handvoll Priester bereits zehn Missionen und 22 Kirchen auf Timor gegründet.
1698 kam der Dominikaner Manuel de Santo António nach Timor. Durch seine erfolgreichen Missionierungsversuche um 1700 kamen auch Luca und seine Nachbarreiche im Südosten der Insel unter portugiesischen Einfluss. 1701 wurde er von Papst Clemens XI. zum Bischof von Malakka ernannt und residierte bis 1722 in Lifau. Manuel de Santo António gilt somit als erster Bischof auf Timor. Nachdem bereits zwei Gouverneure zuvor am Versuch gescheitert waren, die Kontrolle zurückzugewinnen, entsandte Portugal 1701 mit António Coelho Guerreiro (1702–1705) erneut einen Gouverneur nach Timor, der am 20. Februar 1702 mit seinem Dienst in Lifau begann. Damit waren die Dominikaner von der Administration der Besitzung offiziell entbunden, doch übernahm Bischof Manuel de Santo António später wieder die Verwaltung der Kolonie, wenn der Posten des Gouverneurs vakant war. Andere Dominikaner taten dies im 18. Jahrhundert immer wieder. 1722 traf der neue portugiesische Gouverneur António de Albuquerque Coelho in Lifau ein. Dieser verbannte Bischof Manuel de Santo António von Timor. Auch später residierten Bischöfe von Malakka immer wieder in Lifau. 1739 kam Bischof António de Castro nach Timor und gründete hier 1742 das erste Priesterseminar. 1743 verstarb er aber 36-jährig aufgrund des Klimas. Seine sterblichen Überreste wurden in Lifau beigesetzt. 1749 kam Bischof Geraldo de São José nach Lifau. Er soll 1760 unter mysteriösen Umständen ums Leben gekommen sein.

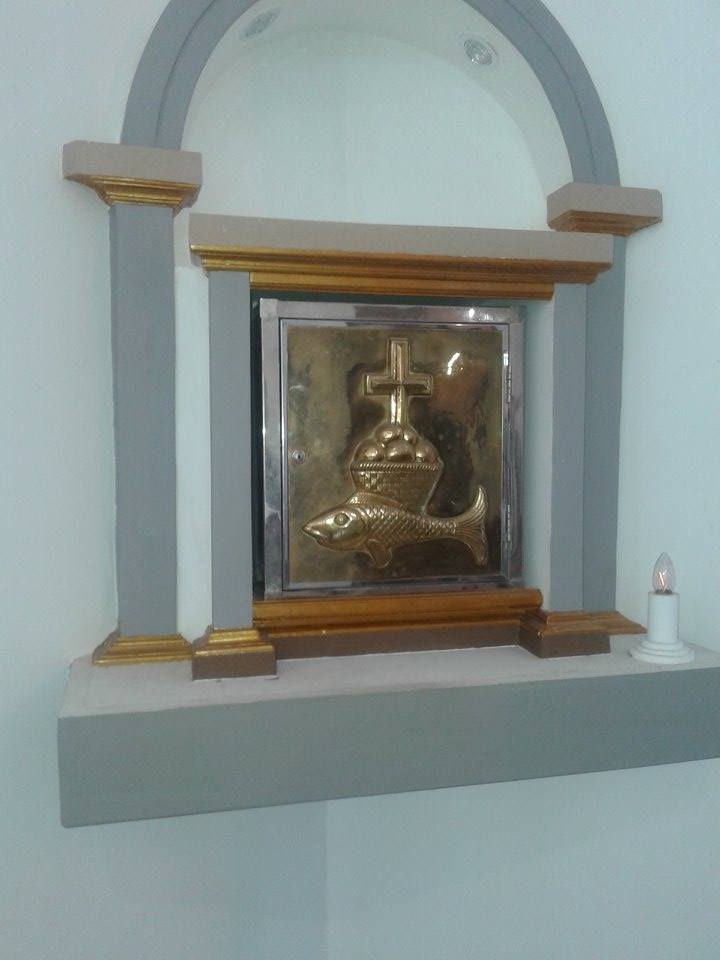
Tabernakel in der Heilig-Kreuz-Kirche in Maliana

Gouverneur Feliciano António Nogueira Lisboa (1788–1790) geriet in Streit mit dem Mönch Francisco Luis da Cunha, dem Vertreter der katholischen Kirche in Manatuto. Beide beschuldigten sich gegenseitig unter anderem der Raubüberfälle und des Diebstahls von Zolleinnahmen. Um den Gouverneur loszuwerden, wiegelte der Mönch die Einwohner Manatutos zur Rebellion auf. Christianisierte Timoresen drohten die Revolte auf den ganzen Osten der Insel auszudehnen. Schließlich griff der Vizekönig von Goa durch, ließ beide Männer verhaften und von Timor ausweisen. Der neue Gouverneur Joaquim Xavier de Morais Sarmento (1790–1794) brachte die Lage wieder unter Kontrolle.
Seit der Verlagerung der kolonialen Hauptstadt von Lifau nach Dili 1769 sanken die Anstrengungen bei der Missionierung Timors. Die Missionare zogen sich mit ihrer Arbeit in das komfortablere Dili oder ganz von Timor zurück. Seit 1769 waren niemals mehr als elf Missionare auf der Insel und 1812 schließlich nur noch zwei, inklusive des Bischofs in Manatuto. 1831 taten nur noch fünf oder sechs Priester ihren Dienst auf der Insel. 1834 wurden auch die letzten Missionare für 20 Jahre aus Timor verbannt. Das Dekret König Peters IV. war eine Folge der liberalen Revolution in Portugal.
Zwischen Gouverneur Julião José da Silva Vieira (1844–1848) kam es aus unbekannten Gründen zum Streit mit Pater Gregorio Maria Barreto, dem ranghöchsten noch in Portugiesisch-Timor verbliebenen katholischen Missionar. Barreto war Timorese. An der Tür der Kirche von Dili wurde 1846 eine Proklamation an die „Timoresen und das Militär“ angebracht, in der Silva Vieira beschuldigt wurde, ein „miguelistischer Tyrann“ zu sein. Der Gouverneur beschuldigte Barreto das Pamphlet verfasst zu haben, um eine Revolte anzuzetteln und eine Ersatzregierung einsetzen zu können. Der Streit tobte hin und her mit Appellen an kirchliche und ministerielle Behörden, bis Silva Vieira 1848 nach Lissabon zurückkehrte. Für ihn übernahm Kapitänleutnant António Olavo Monteiro Tôrres, der 1851 in der Kolonie starb. An der Leitung des Übergangsregierungsrates, der die Kontrolle bis zum Eintreffen von Gouverneur José Joaquim Lopes de Lima übernahm, war Barreto beteiligt. Am 26. Dezember 1854 wurde die Maßnahme durch ein königliches Dekret zurückgenommen und Priester aus Goa wurden nach Timor entsandt. 1856 wurde Barreto zum Oberen der Mission in Timor gewählt. Doch auch nach der Rückkehr der Geistlichen nach Timor schien die Missionierung des Inselinneren aufgegeben worden zu sein. 1861 gab es nur noch zwei Missionare in der Kolonie und sie verließen nur selten Dili. Mit Luiz Xavier de Mesquita als neuen obersten Missionar wurde versucht die Missionierung Timors wieder voranzutreiben. 1871 und 1874 reiste er nach Timor und besuchte dabei mehrere Reiche in der ganzen Kolonie.

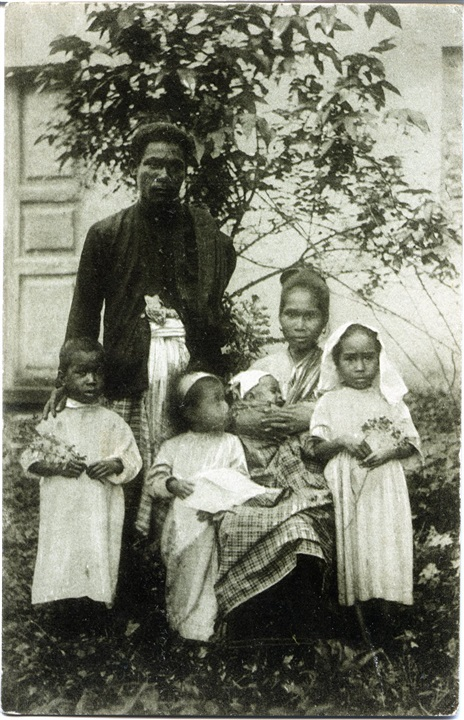
Eine christliche Familie
(Anfang des 20. Jahrhunderts)

1875 wurde die Kirche in Timor mit der päpstlichen Bulle Universis Orbis Ecclesiis unter die Verwaltungshoheit von Macau unterstellt. Am 10. Juli 1875 wurde die Bulle in der Kathedrale von Macau feierlich verkündet. Pater António Joaquim de Medeiros war bereits 1874 zum Generalvikar und Superior der Kirche auf Timor ernannt worden und reiste zu einer ersten Bestandsaufnahme auf die Insel. Medeiros schätzte die Zahl der Christen auf der Insel zu diesem Zeitpunkt auf gerade einmal 40.000. Nur vier Priester betreuten sie auf der Insel, drei aus Goa und ein Timorese. Jacob dos Reis e Cunha, der Sohn eines Liurais, war in Macau zum Priester geweiht worden. Ab 1864 unterrichtete er die Söhne der Liurais in Missionsschule in Lahane und missionierte später an der Südküste zwischen Luca und Alas. Vor seiner Rückkehr nach Macau ernannte Medeiros den Portugiesen Carlos Gonçalves zum zeitweiligen Oberen der timoresischen Mission und ordnete die Rückführung der drei goanischen Priester an. Medeiros meinte, die Inder würden alle noch heidnische Bräuche praktizieren und zeichneten sich nicht durch einen besonderen apostolischen Eifer aus.
Am 12. November 1877 wurde per Dekret die Missionierung des Inselinneren angewiesen und der Kirche auch das Recht gegeben, Schulen in der Kolonie zu gründen. Noch im selben Jahr traf Medeiros mit acht weiteren Missionaren (darunter Sebastião Aparício da Silva) wieder auf Timor ein. Sie wurden auf Batugade, Oe-Cusse, Manatuto und Lacluta verteilt. Der chinesischstämmige Missionar wurde mit der Betreuung chinesischer Schulkinder in Dili betraut. Weitere vier Missionare, die 1878 eintrafen, wurden nach Bidau und Hera geschickt, einer übernahm die Leitung der Grundschule in Motael. Die neuen Missionare sollten nach den Plänen von Medeiros die lokalen Sprachen studieren, um den Katechismus zu lehren und die Beichte abnehmen zu können und Schulen für die timoresischen Kinder zu eröffnen. Alle waren nach ihrer Ausbildung am Seminar von Sernache de Bonjardim (Colégio Real das Missões Ultramarinas) durchdrungen von patriotisch-imperialistischen Idealen und dem Ehrgeiz, die „dekadente“ Missionierung durch ein aggressives Evangelisierungs- und zivilisatorisches Programm zu reformieren. Noch 1878 kam es zum Krieg von Laleia, in dem der timoresische Herrscher Manuel Salvador da Costa dos Remédios sich gegen Gouverneur Hugo Goodair de Lacerda Castelo Branco und die Missionare stellte. Als Remédios sich schließlich 1781 in Dili stellte, wurde er vom Vorwurf, er habe den Krieg ausgelöst, aus Mangel an Beweisen freigesprochen. Stattdessen gerieten Medeiros und seine Missionare unter den Vorwurf, den Krieg durch ihr aggressives Vorgehen ausgelöst zu haben. Auch sollen die Missionare aktiv verbündete timoresische Kämpfer in den Kampf geführt haben. Die Beziehungen zwischen Medeiros und der kolonialen Verwaltung unter dem neuen Gouverneur Augusto César Cardoso de Carvalho verschlechterte sich dadurch. Der Konflikt breitete sich bis in die Zeitungen in Portugal aus. Carvalho enthob Medeiros auch als Leiter einer Kommission, die beauftragt war, timoresische Produkte zu sammeln, die das wirtschaftliche Potential der Kolonie erkunden sollte. Die Missionare hatten den Auftrag ausgedehnt auf anthropologische, archäologische und geologische Stücke. Medeiros schickte nach seiner Absetzung die Sammlung nach Portugal. Darunter befanden sich 35 Schädel von Timoresen, die Opfer des Krieges von Laleia gewesen waren. 1882 verließ Medeiros Timor, nachdem er am 29. August 1882 zum Weihbischof von Goa ernannt worden war. Pater João Gomes Ferreira wurde neuer Leiter der Mission auf Timor. 1884 wurde Medeiros Bischof von Macau, zu dessen Bistum auch Portugiesisch-Timor gehörte. Er besuchte Timor wiederholt, wo er auch 1897 starb.

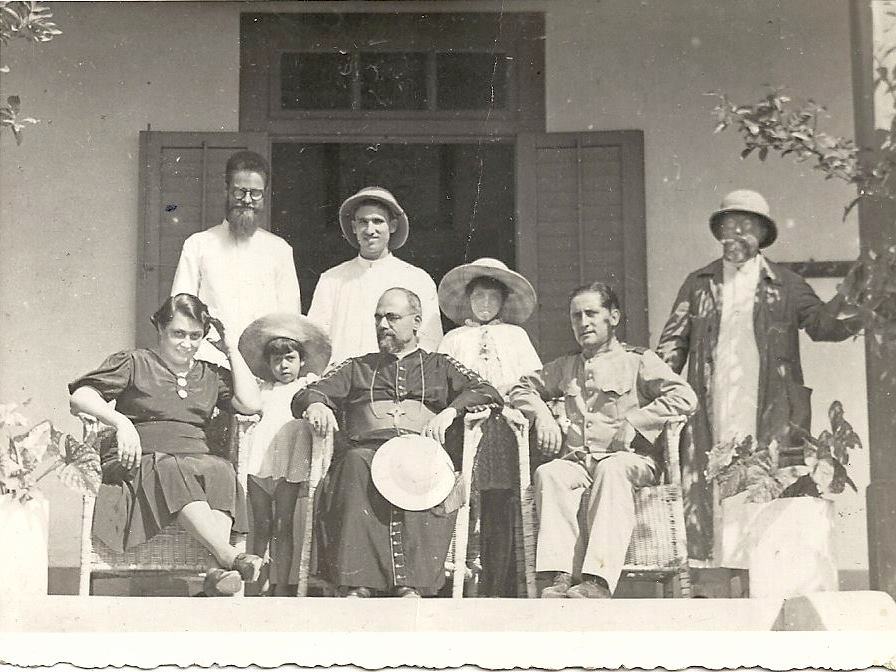
José da Costa Nunes 1937 zu Besuch in Portugiesisch-Timor, das damals noch Macau unterstand

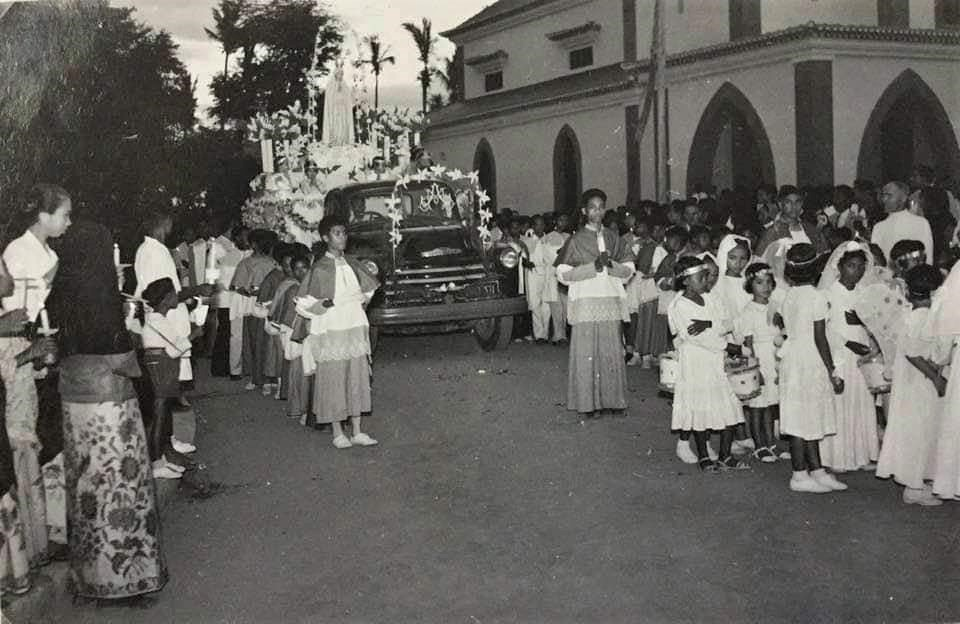
Prozession bei der Kirche Santo António de Motael (1956)

Im Jahr 1900 wurde die Verantwortung für die Kolonie durch Macaus Bischof José Manuel de Carvalho auf zwei Generalvikare verteilt. Für die Südküste wurden die Jesuiten zuständig, die Nordküste blieb in der Verantwortung des Diözesanklerus. Der Generalvikar für die Nordküste residierte in Dili, Sebastião Aparício da Silva, Generalvikar für die Südküste, in der Missão do Sagrado Coração de Jesus in Soibada, die nun ausgebaut wurde. Es entstanden ein Wohnhaus der Missionare, die Herz-Jesu-Kirche und zwei Colégios. Das Colégio Nuno Álvares Pereira für die Jungen wurde 1904 eröffnet. Das Colégio da Imaculada Conceição für Mädchen begann mit seinem Betrieb bereits 1902. Es unterstand den Schwestern der Canossianer. Soibada war in dieser Zeit das religiöse und Bildungszentrum auf Timor.
1910 wurden die Missionare von der neuen republikanischen Regierung wieder aus der Kolonie ausgewiesen, was einen erneuten Rückschlag bei der Christianisierung bedeutete. Zumal Geistliche auch auf andere Weise ihren Nutzen für die Kolonie zeigten. Während der Rebellion von Manufahi führte Pater Manuel Alves Ferreira die Arraias von Maubara in die Schlacht gegen die Rebellen und kam dabei ums Leben. 1916 gab es nur noch ein Dutzend Geistliche in Portugiesisch-Timor. Ab 1920 verstärkte die Kirche zwar wieder ihr Engagement., doch betrug die Anzahl der bekehrten Timoresen 1928 gerade einmal 19.000.
Mit der neuen portugiesischen Verfassung von 1933 und den Gesetzen von 1935 wurde das Dekret von 1910 wieder aufgehoben, und 1938 betrieb man wieder 20 Missionen. 1937 besuchte José da Costa Nunes, Bischof von Macau die Kolonie in Südostasien. Im Estado Novo begannen Missionare Kreuze und Heiligenfiguren an heiligen Stätten der einheimischen Religion zu errichten. Ab 1940 verfügte die katholische Kirche durch ein Konkordat über das Erziehungsmonopol in der Kolonie. Die Kirche war mit der lokalen portugiesischen Administration verbunden und finanzierte ab 1941 das Bildungssystem. Sie vermittelte sowohl katholische als auch portugiesische kulturelle Werte.
Am 4. September 1940 wurde die Diözese Dili von Macau abgetrennt. Jaime Garcia Goulart wurde am 18. Januar 1941 zum Apostolischen Administrator ernannt und am 12. Oktober 1945 zum ersten Bischof von Dili nominiert. Seine Weihe fand am 28. Oktober 1945 in Sydney statt, wohin er während der japanischen Besetzung Portugiesisch-Timors geflohen war. Am 9. Dezember 1945 zog Goulart feierlich in Dili ein. Die pastoralen Strukturen, wie die alte Kathedrale von 1909 und viele andere Kirchen, waren im Krieg zerstört worden.
Am 31. Januar 1967 wurde José Joaquim Ribeiro, der Assistent von Goulart, zum neuen Bischof Portugiesisch-Timors nominiert, als Goulart resignierte. Infolge der Ereignisse während der Invasion Indonesiens in Osttimor 1975 bat Ribeiro Papst Paul VI. um seine Versetzung in den Ruhestand. Dem wurde am 22. Oktober 1977 stattgegeben. Zu diesem Zeitpunkt waren nur etwa 30 Prozent der Bevölkerung Osttimors katholisch (Auffällig ist, dass der Anteil der Katholiken in der Exklave Oe-Cusse Ambeno bereits 80 Prozent betrug). Ribeiros Nachfolger wurde Generalvikar Martinho da Costa Lopes.

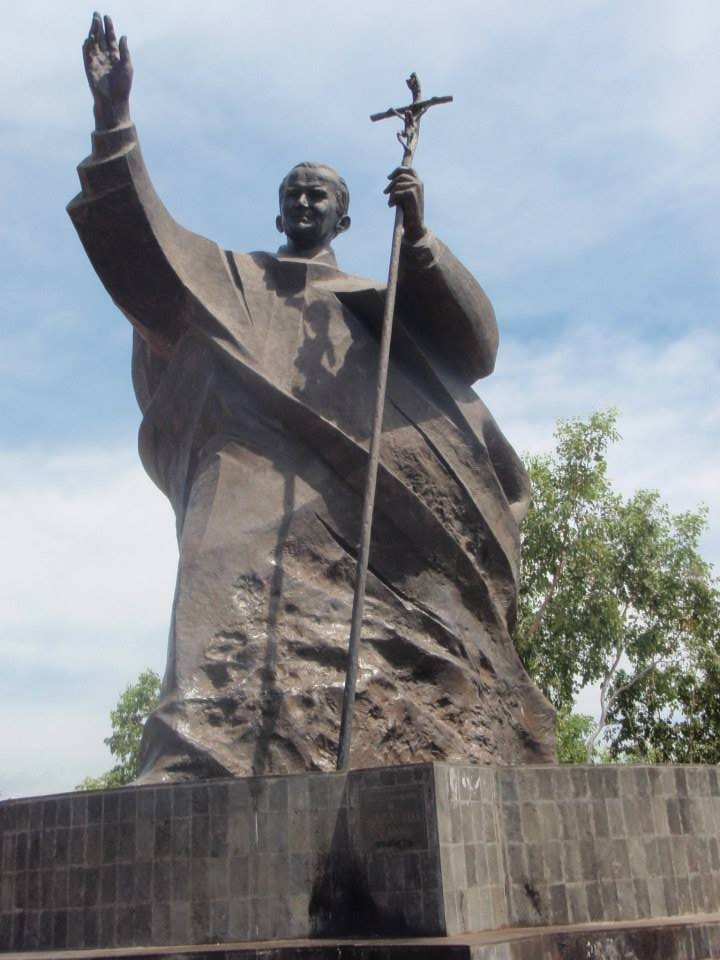
Statue von Johannes Paul II. in Tasitolu

Lopes wurde direkt dem Papst unterstellt. Unter ihm und seinen Nachfolgern wurde die katholische Kirche zum Zufluchtsort der Osttimoresen. Am 7. April verfügte der Vatikan auf Anregung von Lopes, dass Tetum, die Lingua franca der Region, zur offiziellen Sprache der katholischen Liturgie in Osttimor wurde, nachdem die Verwendung von Portugiesisch von der Besatzungsmacht verboten  wurde. Geistliche, wie Domingos da Silva Soares und Guilhermina Marçal arbeiteten eng mit der osttimoresischen Unabhängigkeitsbewegung zusammen. Generalvikar Lopes kritisierte mehrfach die Kriegsverbrechen der Indonesier, worauf er im Oktober 1981 vom Militär gezwungen wurde Dili zu verlassen. Am 19. November 1981 prangerte er bei einem Treffen katholischer Bischöfe mit dem indonesischen Machthaber Suharto erneut die Gräueltaten der indonesischen Streitkräfte an. In einem weiteren Brief nach Australien beschuldigte Lopes erneut das indonesische Militär der Verbrechen. Der ehemalige australische Premierminister Gough Whitlam nannte den Bischof einen Lügner, der Ärger schüren wolle. Whitlams Vorwürfe wurden kontrovers diskutiert und dies durch Agenturen verbreitet, so dass Indonesien Lopes’ Vorgehen nicht länger tolerieren konnte. Der päpstliche Pro-Nuntius in Jakarta soll durch einen indonesischen General dazu bewegt worden sein, dem Papst die Abberufung Lopes‘ als Apostolischen Administrator zu empfehlen. Lopes wurde am 12. Mai 1983 in den Ruhestand geschickt und verstarb 1991 in Lissabon.
Carlos Filipe Ximenes Belo, Apostolischer Administrator ab 1983 und 1988 zum Bischof geweiht, versuchte mit dem Einfluss der Kirche, das Leid der Bevölkerung zu mindern. Der Besuch von Papst Johannes Paul II. am 12. Oktober 1989 in Osttimor stärkte das Selbstbewusstsein der Bevölkerung und rückte den Konflikt für kurze Zeit wieder in das Bewusstsein der Weltöffentlichkeit. Nach der Messe entfaltete eine Gruppe junger Leute Transparente. Sie demonstrierten für Selbstbestimmung und gegen Menschenrechtsverletzungen. Diesem für Indonesien peinlichen Moment folgte eine Welle von Verhaftungen und Folter. Belos Engagement und Einsatz für ein Referendum, das über die Zukunft Osttimors entscheiden sollte, brachten ihm 1996, zusammen mit José Ramos-Horta den Friedensnobelpreis ein. Am 30. November 1996 wurde Baucau als eigenes Bistum von Dili abgetrennt. Apostolischer Administrator wurde Basílio do Nascimento.

### Im unabhängigen Osttimor

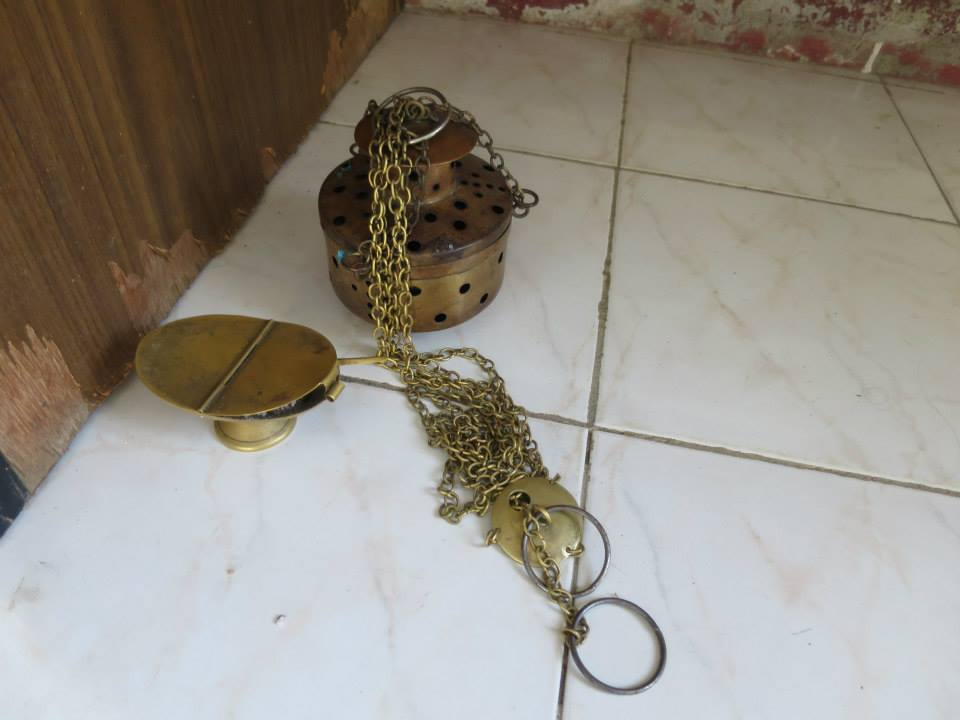
Weihrauchfass in der Kirche São Tiago in Hera

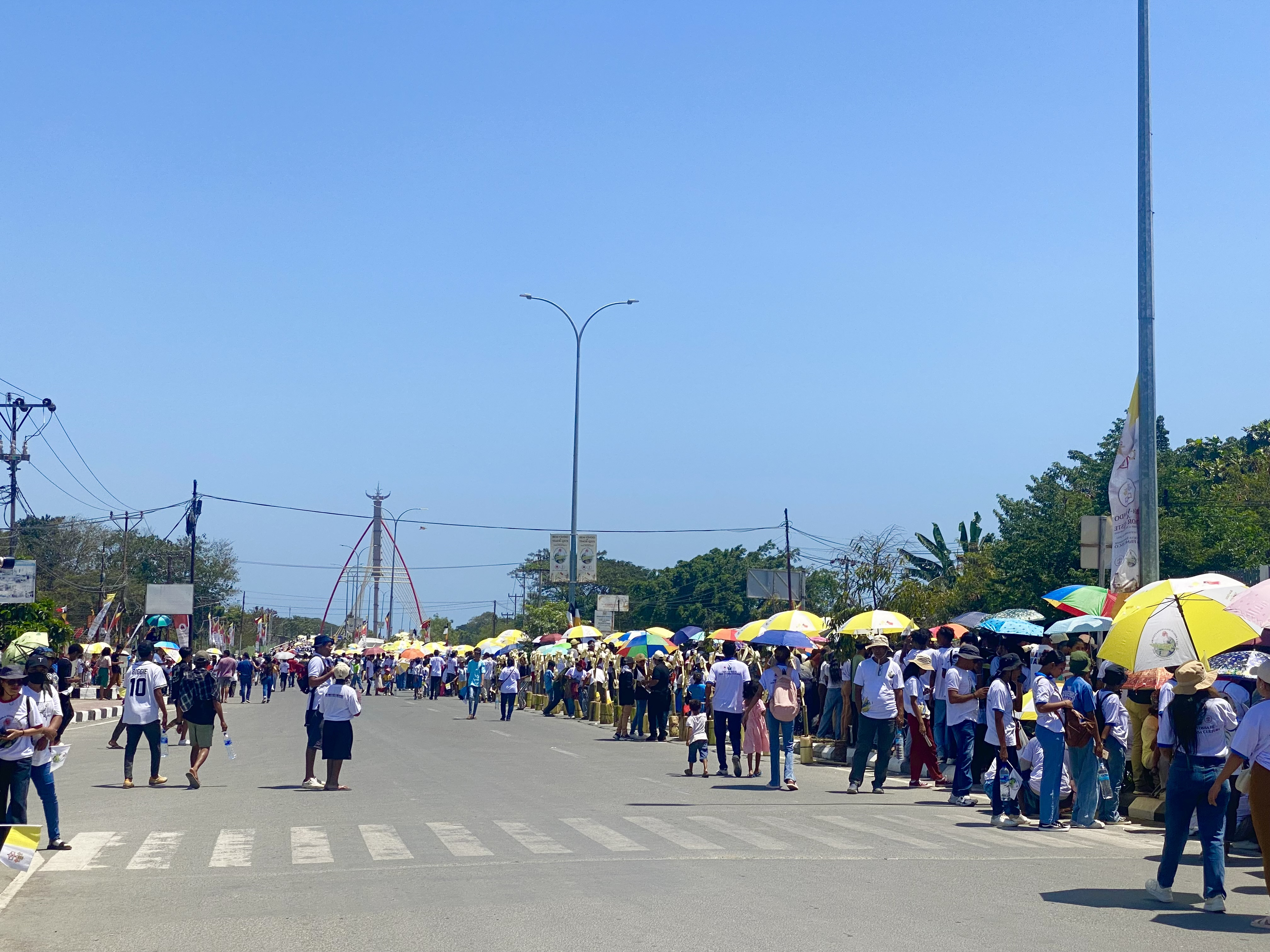
Gläubige warten in Dili auf den Papst (2024)

2002 erlangte Osttimor seine Unabhängigkeit wieder. Zu den Feierlichkeiten wurde eine Marienstatue aus Fátima (Portugal) nach Dili verschifft und das Land der Mutter Gottes von Fátima geweiht. Belo resignierte aus gesundheitlichen Gründen am 26. November 2002. Basílio do Nascimento wurde nun auch für das Bistum Dili Apostolischer Administrator. 2004 übernahm Alberto Ricardo da Silva den Bischofssitz in Dili, während Nascimento, nun als Bischof geweiht, weiter für das Bistum Baucau zuständig blieb. Im Mai 2005 wurde der Religionsunterricht in öffentlichen Schulen nach wochenlangen Protestmärschen wieder als Pflichtfach in den Lehrplan aufgenommen. Premierminister Alkatiri hatte im Februar einen Gesetzentwurf eingebracht, nach dem das Fach nur freiwillig besucht werden solle. Am 30. Januar 2010 wurde das Bistum Maliana von Dili abgetrennt. Bischof wurde Norberto do Amaral. 2011 wurde die Timoresische Bischofskonferenz (portugiesisch Conferência Episcopal Timorense, tetum Konferénsia Episkopál Timorense, CET) geschaffen, mit Bischof Nascimento als Prälaten. Als Silva 2015 resignierte und kurz darauf verstarb, übernahm Bischof Nascimento erneut die Verwaltung von Dili, bis der neue Bischof Virgílio do Carmo da Silva im Januar 2016 folgte.
Papst Franziskus erhob das Bistum Dili am 11. September 2019 in den Rang eines Erzbistums und unterstellte ihm die Bistümer Baucau und Maliana als Suffragandiözesen.
Norberto do Amaral übernahm für Nascimento 2019 den Vorsitz in der Bischofskonferenz. Basílio do Nascimento verstarb 2021. Im Konsistorium vom 27. August 2022 nahm Papst Franziskus Dilis Erzbischof Virgílio do Carmo da Silva als Kardinalpriester mit der Titelkirche Sant’Alberto Magno in das Kardinalskollegium auf. Nascimentos Nachfolger in Baucau wurde 2023 Leandro Maria Alves.
Vom 9. bis 11. September 2024 besuchte Papst Franziskus Osttimor. Am 10. September feierte er vor etwa 600.000 Menschen eine heilige Messe, was fast der Hälfte der Landesbevölkerung entspricht. In der Messe deutete der Papst die beiden timoresischen Schmuckstücke Kaibauk und Belak in einem christlichen Sinne. Die Kaibauk bedeute Energie und Wärme und könne „die lebensspendende Kraft Gottes darstellen“. Weil die Kaibauk als Krone am Kopf getragen wird, zeige es, „dass auch wir mit dem Licht des Wortes Gottes und mit der Kraft seiner Gnade durch unsere Entscheidungen und Handlungen am großen Heilsplan mitwirken können.“ Das Belak, wird auf der Brust getragen und ergänze das erste. Es erinnere laut Franziskus an den Mondschein, „der in der Nacht das Licht der Sonne bescheiden reflektiert“. Das Belak stehe für Frieden, Fruchtbarkeit, Sanftheit und mithin für „die Zärtlichkeit der Mutter, die mit dem zarten Widerschein ihrer Liebe alles, was sie berührt, mit demselben Licht erstrahlen lässt, das sie von Gott empfängt.“ Mit diesen beiden Eigenschaften interpretierte der Papst, „Kraft und Zärtlichkeit von Vater und Mutter“, zeige Gott „sein Königtum, das aus Liebe und Barmherzigkeit besteht“.

### Missbrauchsfälle
2019 wurden erstmals Missbrauchsvorwürfe gegen einen katholischen Geistlichen in Osttimor bekannt. Der aus den USA stammende Priester Richard Daschbach wurde schließlich im Dezember 2021 wegen Missbrauchs von vier Mädchen zu zwölf Jahren Gefängnis verurteilt. Im September 2022 wurden Vorwürfe von sexuellen Missbrauch an Jungen durch Carlos Filipe Ximenes Belo in seiner Amtszeit als Bischof und davor bekannt. Erst darauf erklärte der Heilige Stuhl, dass man bereits 2019 Vorwürfe gegen Belo aus den 1990er-Jahren untersucht habe und ihn daher 2020 und 2021 mit Sanktionen belegt habe. Belo hatte diese Sanktionen anerkannt.

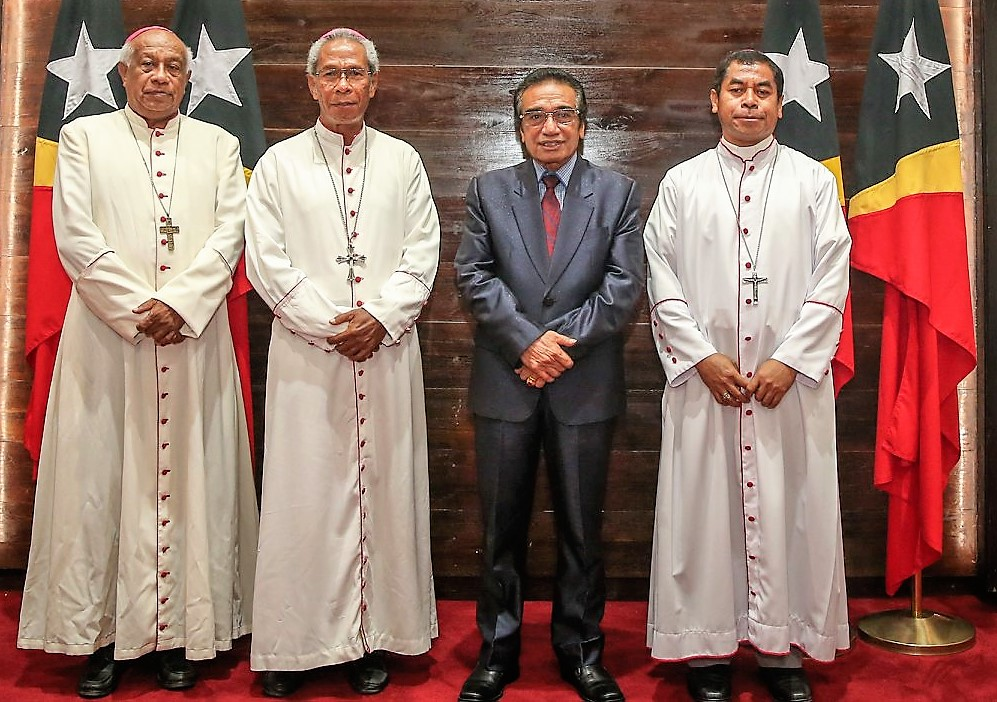
Die Bischöfe Osttimors bei Präsident Francisco Guterres (2020)

Im Oktober legte die Timoresische Bischofskonferenz der Öffentlichkeit Leitlinien für den Schutz von Minderjährigen und schutzbedürftigen Erwachsenen vor, die sie bereits im September 2021 beschlossen hatte. Die 75 Seiten der Leitlinien orientieren sich am portugiesischen Pendant und wurden an den Vatikan weitergeleitet. Darin steht, dass die Kirche verpflichtet sei, den Schwächsten Schutz zu bieten. „Die Auswahl der Seelsorger, ob Kleriker oder Laien, muss sich, sofern dies nicht bereits der Fall ist, auf eine Analyse der Eignung der Kandidaten für den Umgang mit Minderjährigen und schutzbedürftigen Erwachsenen stützen, ohne die Möglichkeit auszuschließen, zivilrechtliche Bescheinigungen oder Strafregisterauszüge anzufordern“. Schulungen zu Prävention von sexuellem Missbrauch, der Erkennung potenzieller Fälle und der Förderung von Mechanismen zum Schutz von Minderjährigen und schutzbedürftigen Erwachsenen sollen regelmäßig erfolgen. Jede Art von körperlicher Züchtigung ist verboten, ebenso Minderjährige ohne elterliche Zustimmung zu fotografieren oder zu filmen. Bei Missbrauchsfällen wird auf die Anweisungen der Glaubenskongregation verwiesen. „Was diese Leitlinien hervorheben, ist die erneute Verpflichtung aller Mitglieder der Kirche, den Opfern von Missbrauch und ihren Angehörigen im Rahmen der kirchlichen Aktivitäten zuzuhören, sie zu begleiten und angemessene medizinische, spirituelle und soziale Hilfe zu gewährleisten“.
Am 5. August 2024 gründeten Sympathisanten von Bischof Belo die Igreja Católica Carismática Timor-Leste (deutsch Charismatische Katholische Kirche Osttimor). Laut deren Koordinator Hélder Matias de Menezes Pinto will man so Solidarität mit Bischof Belo zeigen. Die Regierung solle Belo die Rückkehr nach Osttimor ermöglichen. Außerdem will die Gruppe, dass Belo Kardinal wird.

## Christliche Stätten

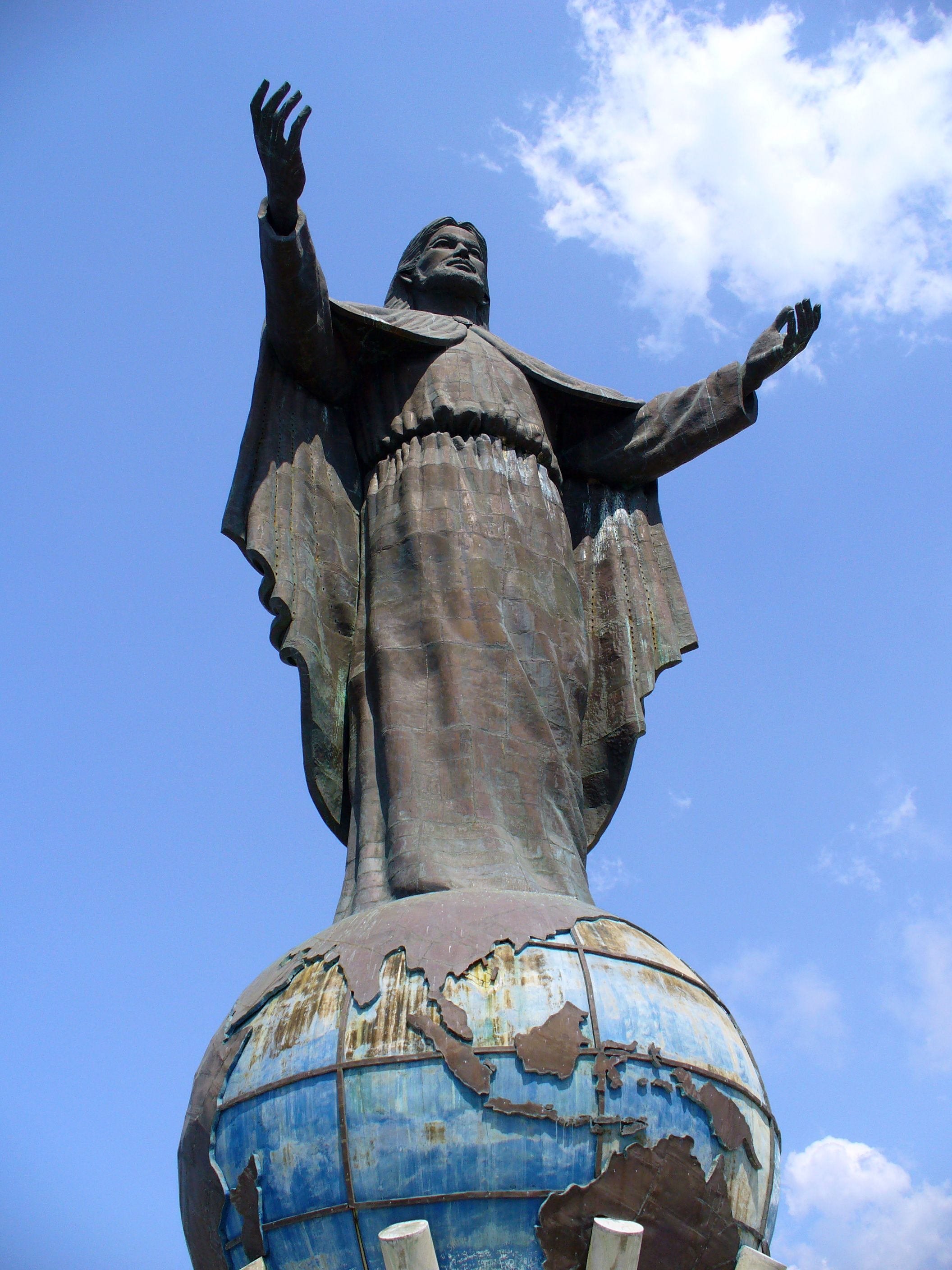
Wahrzeichen Dilis, der Cristo Rei

Die Kathedrale von Dili gilt als die größte Kirche Südostasiens. Ihre Vorgängerin, die Kirche Santo António de Motael, wird oft als älteste Kirche Osttimors bezeichnet, obwohl der Bau erst 1955 errichtet wurde. Gleiches wird von der Herz-Jesu-Kirche in Soibada behauptet, wo 1899 vom Jesuiten Sebastião Aparício da Silva die Mission gegründet wurde, die noch heute existiert. Modern ist die Kathedrale von Baucau, die neue Kathedrale von Maliana wird derzeit errichtet. Große Neubauten seit 2002 sind zum Beispiel die Kirchen von Suai, Ossu und Viqueque, während in Lalaia das Gebäude noch aus dem Jahre 1933 stammt. Als Kathedrale von Maliana dient die Heilig-Kreuz-Kirche, bis der Neubau der Herz-Jesu-Kathedrale fertiggestellt ist.
In Tasitolu (Dili) erinnern eine Monumentalstatue und ein Kirchenzentrum an den Besuch von Johannes Paul II. Sie bilden einen Kontrapunkt zum Cristo Rei, der monumentalen Jesusstatue am anderen Ende von Dili, die von Indonesiens Präsident Suharto den Osttimoresen vermacht wurde.
In Aitara befindet sich ein Marienschrein, der der Heiligen Mutter von Aitara (Nossa Senhora de Aitara) geweiht ist. Sie soll hier an einem 16. Oktober mehreren Frauen erschienen sein, weswegen im nahegelegenen Soibada um 1900 die Mission errichtet wurde. Heute ist Aitara ein nationaler Wallfahrtsort.
Weit verbreitet sind Mariengrotten (portugiesisch Grutas). Sie finden sich mal am Wegesrand, mal bei Kirchen und sind mit verschiedenen Mariendarstellungen, aber auch Jesus und anderen Heiligen bestückt. Das Denkmal Mutter Gottes (Monumentu Nosa Señora, Monumento a Nossa Senhora, auch Monumento da Imaculada Conceição), vor dem Bischofssitz Dilis in Lecidere, wurde unter Gouverneur César Maria de Serpa Rosa ab 1954 errichtet und 1956 eingeweiht. Auf dem Tatamailau befindet sich seit 1997 eine drei Meter hohe Marienstatue. Der Gipfel des Matebian ist seit 1933 mit einer Jesusstatue gekrönt, die jeden Oktober von Tausenden Pilgern besucht wird.

## Große christliche Festlichkeiten
- Karneval in Dili

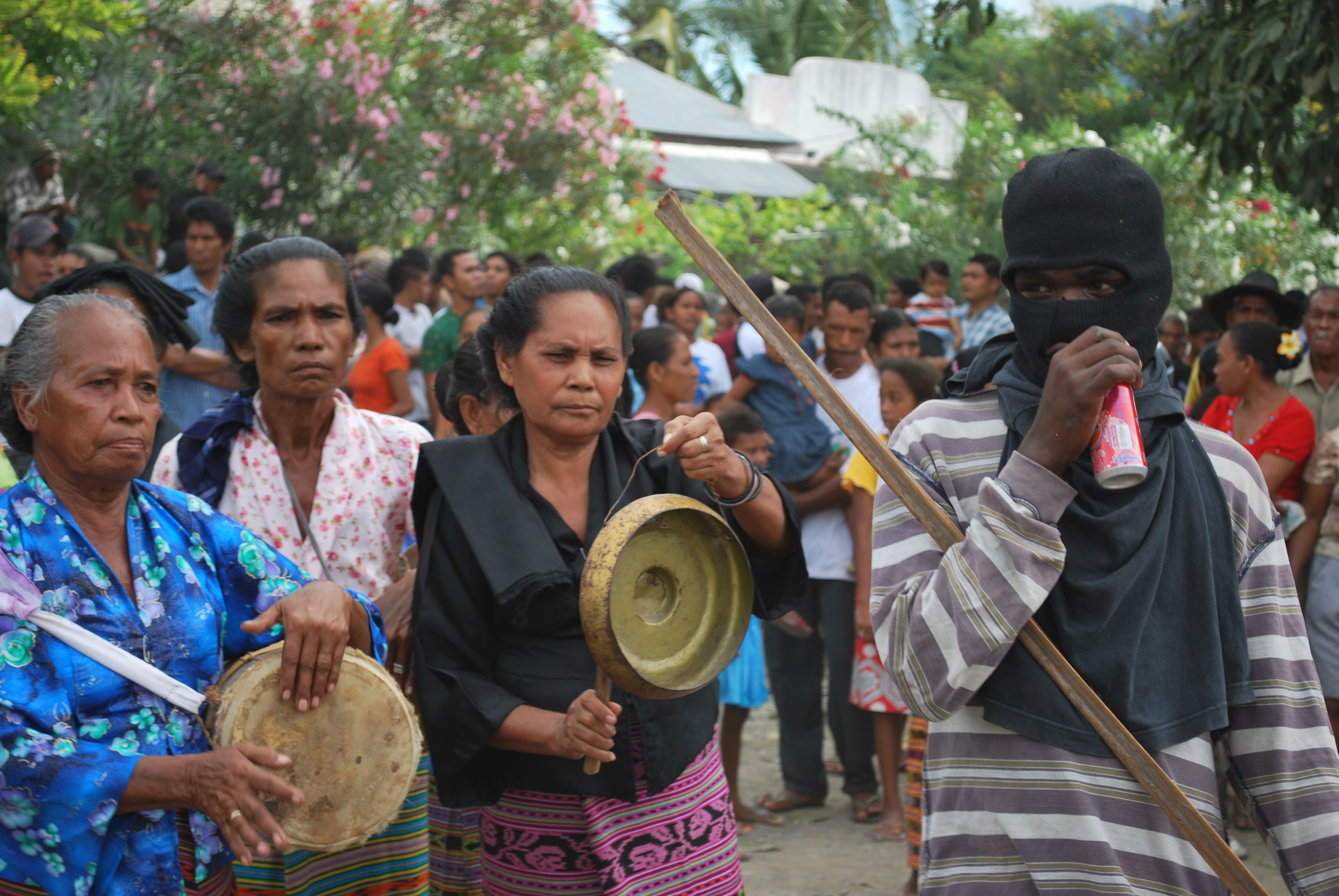
Festa do Coronel Santo Antonio in Manatuto

- Karfreitagsprozession (Procissão do Ama Senhor Morto) in Lifau, mit Darstellung der Kreuzigung Jesu[61]
- Festa do Coronel Santo Antonio in Manatuto am 13. Juni mit Reiterspielen[62]

## Literatur

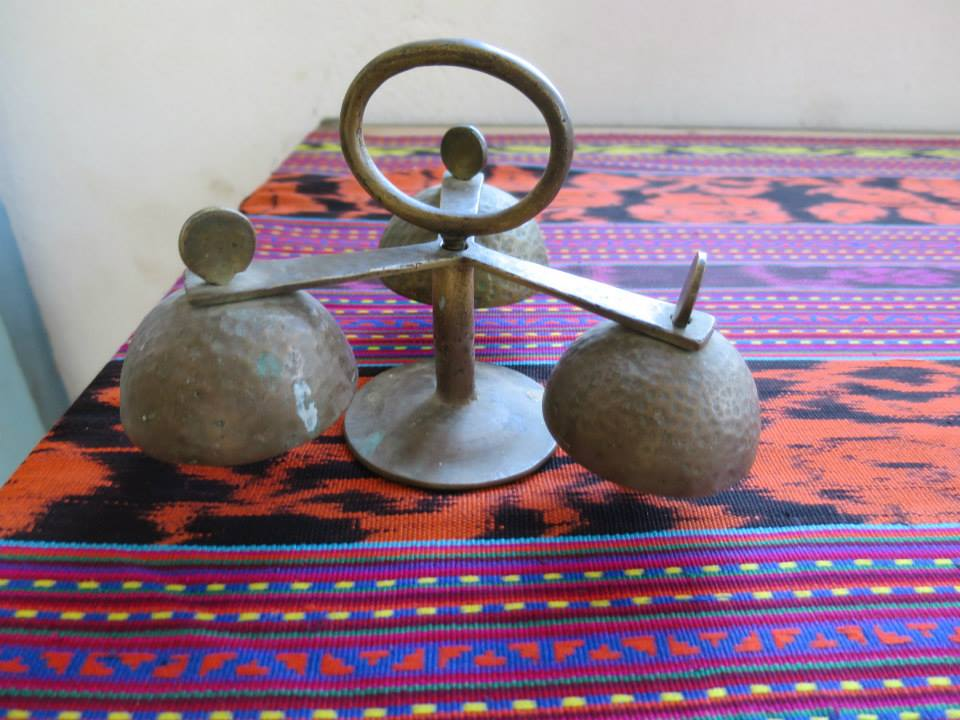
Altarglocke in der Kirche São Tiago in Hera

## Belege

### Hauptbelege
- Frédéric Durand: Three centuries of violence and struggle in East Timor (1726–2008). (PDF; 243 kB) Online Encyclopedia of Mass Violence, (online), 7. Juni 2011, Zugriff am 28. Mai 2012, ISSN 1961-9898
- Geoffrey C. Gunn: History of Timor. Technische Universität Lissabon (PDF-Datei; 805 kB)